# Henri Jan
Pour les articles homonymes, voir Jan.
Henri Jan, né le 23 novembre 1817 à Châtillens et mort le 17 novembre 1893 à Châtillens, est un avocat, un juge, un préfet et une personnalité politique suisse.

## Biographie
De confession protestante, originaire de Châtillens, Henri Jan est le fils de Louis-Etienne Jan, juge et homme politique, député au Grand Conseil vaudois et Conseiller d'État. Il reste probablement célibataire. Après des études de droit à l'Académie de Lausanne, il devient avocat, puis juge au Tribunal cantonal entre 1845 et 1848 et entre 1850 et 1858 ; il le préside plusieurs fois. Il est en outre président du conseil de surveillance de la Caisse hypothécaire d'amortissement de Lausanne de 1861 à 1866 et officier EMG dans l'Armée suisse entre 1857 et 1863.

### Carrière politique
Membre du Parti libéral, il est député au Grand Conseil vaudois de 1859 à 1861, ainsi que Conseiller national du 3 décembre 1860 au 6 décembre 1863. Il devient Conseiller d'État dès le 30 janvier 1862 ; il y dirige successivement les départements de l'agriculture et du commerce, de justice et police et de l'intérieur jusqu'en 1874. Il est préfet du district d'Oron de 1874 à 1884,,.